# На берегу (роман Шюта)
«На берегу» (англ. On the Beach), или «На последнем берегу», — постапокалиптический роман, написанный британским писателем Невилом Шютом в 1957 году. Был дважды экранизирован.

## Сюжет
В 1961 году всё северное полушарие было уничтожено ядерной войной. Атомная подводная лодка «Скорпион» ВМС США, находившаяся на момент войны в Австралии, была отправлена на разведку в северное полушарие, откуда уже несколько месяцев приходит странный, не поддающийся расшифровке радиосигнал. Главный герой романа — Питер Холмс, капитан-лейтенант австралийского флота, был назначен на «Скорпион» на время этого разведывательного выхода. Через несколько месяцев радиоактивное облако накроет и Австралию, но пока… Командир субмарины Дуайт Тауэрс, семья которого стала жертвой чудовищной войны, встречает в Австралии женщину — Мойру Дэвидсон, которая измучена заботами и всё свободное время проводит с бутылкой бренди. Читателю предстоит ощутить в полной мере всю трагичность и безвыходность сложившихся обстоятельств. Увидеть, как обычные люди ведут себя, когда знают, что смерть совсем близко.

## Экранизации
- «На берегу» (1959) — американский кинофильм режиссёра Стэнли Крамера.
- «На последнем берегу» (2000) — американо-австралийский телефильм режиссёра Рассела Малкэхи (2000), ремейк фильма Стэнли Крамера.